# Posadowsky-Canyon
Koordinaten: 65° 40′ S, 89° 30′ O
Der Posadowsky-Canyon ist ein Tiefseegraben in der Davissee vor der Küste des ostantarktischen Kaiser-Wilhelm-II.-Lands.
Deutsche Wissenschaftler benannten ihn in Anlehnung an die Benennung der benachbarten Posadowskybai. Deren Namensgeber ist Arthur von Posadowsky-Wehner (1845–1932), der als Staatssekretär im Reichsamt des Innern einen Regierungszuschuss zur Deckung der Kosten für die Gauß-Expedition (1901–1903) unter der Leitung des deutschen Polarforschers Erich von Drygalski sicherte.